# برتران بونيلو
برتران بونيلو (بالفرنسية: Bertrand Bonello)‏ هو ملحن وكاتب سيناريو ومخرج وممثل فرنسي، ولد في 11 سبتمبر 1968 في فرنسا.

## أعمال

### أفلام
- (2011)  ذكريات من منزل الدعارة[6]
- (2014) سان لوران

## وصلات خارجية
- برتران بونيلو على موقع IMDb (الإنجليزية)
- برتران بونيلو على موقع قاعدة بيانات الأفلام العربية
- برتران بونيلو على موقع ألو سيني (الفرنسية)
- برتران بونيلو على موقع ميوزك برينز (الإنجليزية)
- برتران بونيلو على موقع أول موفي (الإنجليزية)
- برتران بونيلو على موقع قاعدة بيانات الأفلام السويدية (السويدية)
- برتران بونيلو على موقع قاعدة بيانات الفيلم (الإنجليزية)
- برتران بونيلو على موقع كينوبويسك (الروسية)